# Carles Riera Pujal
Carles Riera Pujal (Granollers, 1 de març de 1956 - Barcelona, 4 de novembre de 2009), germà de Jordi Riera Pujal, va ser músic, clarinetista i pedagog. Expert en instruments històrics es va especialitzar en la divulgació musical.
Carles Riera va cursar estudis d'arquitectura, però just abans d'acabar la carrera la va abandonar per dedicar-se íntegrament al món de la música. Deixeble del mestre granollerí Josep Maria Ruera, va ampliar estudis amb Colin Lawson, Hans-Rudolf Stalder i Eric Hoeprich (amb el qual compartiria una gran part de la seva vida professional). Va compaginar la interpretació amb clarinets històrics en escenaris de tot el món (Frick Collection de Nova York, l'Òpera de Sydney, Queen Elizabeth Hall de Londres…), amb tot el relacionat amb la pedagogia i la divulgació musical.
Va participar com a clarinetista en algunes de les orquestres de música antiga de més prestigi, com l'Orquestra del Segle XVIII, dirigida per Frans Brüggen, The English Concert, dirigida per Trevor Pinnock, o Le Concert des Nations, dirigida per Jordi Savall. Va ser membre fundador del Stadler Trio (1986) junt amb Eric Hoeprich i Alf Hörberg. Aquest darrer seria substituït el 1999 per Albert Gumí. També del Trio Salmoè (1993) amb Emili Ferrando i Albert Gumí. Tenia una col·lecció de més de 40 clarinets històrics i amb el trio Salmoè utilitzava fins a 24 instruments diferents durant un concert per tal d'il·lustrar la seva evolució.
Carles Riera va impartir gran quantitat de cursos i conferències. Destaquen el programes de divulgació realitzats per a la Fundació "la Caixa", l'Orquestra Ciutat de Granada o l'Orquestra Filharmònica de Gran Canària.
A Granollers, la seva ciutat natal, va ser director de l'Escola Municipal de Música Josep Maria Ruera des del 1984; impulsor de l'Orquestra de Cambra i assessor del Festival Internacional de Música. També va ser cofundador de la Jove Orquestra Nacional de Catalunya i va exercir càrrecs de responsabilitat al Conservatori de Música del Liceu de Barcelona.

## Reconeixement
Segons l'in memoriam a La Vanguardia «El transcurs de la seva vida era intens. Participà en els escenaris més importants i en els grups especialitzats en la música amb instruments originals d'Europa. […] Era un divulgador estupend.»
Per acord de Ple municipal de Granollers es va atorgar al músic a títol pòstum la Medalla de la Ciutat 2010.
El 2010 la família va donar al Patronat de l'Escola Municipal de Música Josep Maria Ruera de Granollers material musical reunit pel músic granollerí. El fons constava d'enciclopèdies, diccionaris i llibres d'història de la música, pedagogia, educació, teoria i formació musical, publicacions sobre escoles de música, òpera, compositors i art. També, partitures, alguns CD i documentació musical diversa -que inclou material sobre el Festival Internacional de Música de Granollers- i un clarinet. Aquest fons va ser la base per la nova Biblioteca Carles Riera que custodia i conserva aquest material,
El 2012, l'ajuntament de Granollers va llançar un vast programa d'activitats d'animació i de formació musical que va nomenar al seu honor Projecte Carles Riera. També es va posar el seu nom al cicle de concerts creat per ell mateix inicialment amb el nom de Concerts de 9 a 10 i després com a l'un l'altre o tots dos.

## Obra
Publicacions
- Sons en el temps. Textos: Carles Riera. Col·laboradors: Josep M. Roger, Fede Giberga, Albert Gumi, Toni Perramon... Fundació "La Caixa", 1992. ISBN 8476643454
- Martin i Soler, Vicent. Edició crítica i comentaris: Colin Lawson i Carles Riera. Divertimento per a octet de vent, 1795 per Vicent Martin i Soler.  Edicions Dinsic i Escola municipal de música Josep Maria Ruera, 1995. ISBN 8486949351.
- Audició 1, forma i color a la música. Textos: Carles Riera, Romà Escalas, Francesca Galofré. Edicions Dinsic Boileau, 2006. 2a edició. LLibre més CD. ISBN 8495055279
- Audición 1, forma y color en la música. Edicions Dinsic Boileau, 1994. Llibre més cassette. ISBN 8486949319
- Audició 2, forma i color a la música. Textos: Carles Riera, Romà Escalas, Francesca Galofré. Edicions Dinsic Boileau, 1996. LLibre més CD. ISBN 8486949386
- Audición 2, forma y color en la música. Edicions Dinsic Boileau, 1997. ISBN 8486949602
- Clarinet, primera volada. Edicions Dinsic, 2001. Text en català, castellà i anglès. ISBN 8495055643

Enregistraments
Com a instrumentista va participar en diversos enregistraments.
- Vivaldi. Concerti alla rustica - Concerti "con molti istromenti". Deutsche-Grammophon/Archiv 415674/447301, 1987. Instrument tocat: el chalumeau.
- Mozart. Gran Partita - Members of the Orchestra of the 18th Century, Frans Brüggen. Philips 422338, 1989. Instrument tocat: el corno di bassetto.
- Mozart. Gran Partita - Members of the Orchestra of the 18th Century, Frans Brüggen. Philips Làser Disc (070128-1)"live".
- Vicent Martin i Soler. Una cosa rara - Le Concert des Nations, Jordi Savall. Astree-Auvidis E 8760 (3 CD), 1991.
- Compositors de Barcelona - Vol ad Libitum. Música contemporània. Dino Clàssics 30028, 1991.
- Mozart. Requiem & Maurerische Trauermusik - Le Concert des Nations, Jordi Savall. Astree-Auvidis E 8759, 1992. Instrument tocat: el clarinet.
- Gala concert. Orchestra of the 18th Century, Frans Brüggen. Philips 434135-2, 1992. Instrument tocat: el clarinet.
- Beethoven. Orchestra of the 18th Century, Frans Brüggen. Philips 434087-2.
- Haydn. Symphonies 99 & 102 - Orchestra of the 18th Century, Frans Brüggen. Philips 434077-2, 1992. Instrument tocat: el clarinet.
- Guide des instruments Baroques - Ricercar Consort 93001, 1995.
- Mozart. Basset horn bon-bons - Stadler Trio (Eric Hoeprich, Carles Riera i Albert Gumí). Philips 446106, 1995. Instrument tocat: el corno di bassetto.
- Mozart. 3 Divertimenti, Le Nozze di Figaro, Adagio K 580a - Stadler Trio (Eric Hoeprich, Carles Riera i Albert Gumí). Glossa 920602.
- Mozart & contemporaries - Stadler Trio (Eric Hoeprich, Carles Riera i Albert Gumí). Glossa 920603, 1999.
- Mozart. Requiem Orchestra of the eighteenth century. Live in Tokio - Frans Brüggen. Glossa 921105, 1999.
- Krommer. Bohemian winds - Nachtmusik (Eric Hoeprich). Glossa 920604, 2001. Instrument tocat: el clarinet.
- Mozart. Gran Partitta - Nachtmusik (Eric Hoeprich). Glossa GCD C80605, 2002. Instrument tocat: el corno di bassetto.
- Vivaldi. Concerti con molti strumenti - Europa Galante, Fabio Biondi. Virgin 45527, 2003.
- Mozart. Divertimenti e Notturni - Stadler Trio i Cor de Cambra del Palau de la Música. Granada, La Alhambra. Les films Jack Fébus (DVD), 2008.